# Pomphorhynchus laevis
Pomphorhynchus laevis – pasożyt zaliczany do grupy kolcogłowych, który wywołuje zmianę zachowania u żywiciela pośredniego, kiełża zdrojowego. P. laevis cechuje się również zdolnością do akumulowania wewnątrz swojego ciała ołowiu z organizmu gospodarza.

## Cykl życiowy
Pomphorhynchus laevis jest pasożytem o złożonym cyklu życiowym, w którym występuje dwóch żywicieli. Pierwszy z nich, kiełż zdrojowy zaraża się, poprzez zjedzenie jaj pasożyta. Wewnątrz żywiciela pośredniego wylęga się pierwsze stadium rozwojowe, czyli akantor. Następnie przekształca się w akantella, która przebija się przez ścianę jelita do hemocelu i przechodzi w występujące pod postacią cysty infekcyjne stadium – cystakant.
Funkcje żywiciela ostatecznego pełni kilka gatunków ryb, lecz do najczęściej infekowanych taksonów należy kleń i brzana pospolita. Młodociane pasożyty znajdowane są głównie w proksymalnych częściach przewodu pokarmowego, podczas gdy dorosłe P. laevis występują blisko pierwszej jelitowej pętli.
Infekcja Pomphorhynchus laevis wpływa na zachowanie oraz wygląd żywiciela pośredniego (kiełża zdrojowego), co ma na celu ułatwić żywicielowi ostatecznemu upolowanie skorupiaka i tym samym umożliwić dokończenie cyklu życiowego pasożyta. Po pierwsze, zainfekowane kiełże wykazują preferencje to zapachu ryb, będących ich drapieżnikami. Pasożyt cechuje się również jaskrawą pomarańczową barwą, dzięki czemu prześwituje przez pancerz żywiciela i czyni co lepiej widoczny dla drapieżnych ryb. Taka wizualna manipulacja jest szczególnie skuteczna przeciwko preferowanym przez pasożyta gatunki ryb.
Pasożyt zmienia również reakcje skorupiaka na światło. Niezainfekowane kiełże unikają światła, co pomaga również w unikaniu drapieżników. Natomiast zainfekowane skorupiaki wykazują silną fotofilie. Ta modyfikacja w zachowaniu spowodowana jest najprawdopodobniej przez zmiany w aktywności serotoniny w mózgu. Wykazano, również kiełże zarażone infekcyjnym stadium (cystakant) rzadziej używają schronień i częściej wspinają się przedmioty pływające w wodzie. Natomiast G. pulex z nieinfekcyjnym stadium pasożyta częściej używają kryjówek, co zmniejsza ryzyko zostania zjedzonym przez drapieżnika, w okresie, w którym kolcogłów nie jest jeszcze w stanie zainfekować ryby.

## Bioakumulacjametali ciężkich
Infekcja Pomphorhynchus laevis może mieć również pozytywne skutki dla żywiciela, ponieważ pasożyt zdolny jest akumulowania metali ciężki np. ołowiu, kadmu, niklu itp. W przypadku ołowiu koncentracja tego pierwiastka wewnątrz pasożyta jest 2700 razy większa niż w mięśniach jego żywiciela oraz 2200 razy wyższa niż w otaczających ich środowisku. Mechanizm filtrowania ołowiu ze słodkowodnych ryb opiera się na wiązaniu ołowiu przez steroidy znajdujące się w żółci, która następnie jest transportowana przewodami żółciowymi do jelita, skąd ołów może zostać zaabsorbowany lub wydalany. Kolcogłowy są pozbawione zdolności do produkcji cholesterolu oraz kwasów tłuszczowych, więc żółć stanowi dla nich istotne źródło steroidów. Dodatkowo sole żółciowe niezbędne są do aktywacji cystakanta. P. laevis redukuje koncentracje ołowiu poprzez absorbowanie żółci i znajdującego się w nich kompleksu steroidów i metali ciężkich.

## Biomimetyka
Dorosły P. laevis, podobnie jak inne kolcogłowy przytwierdza się do ścian jelita swojego żywiciela za pomocą ryjka pokrytego kolcami. Takie połączenie cechuje się dużą siłą adhezyjną. Zainspirowało to badaczy do stworzenia nowego sposobu przeszczepu skóry, który zapewnia stabilne połączenie oraz jednocześnie minimalizuje uszkodzenia tkanek po zdjęciu. Opiera się on na płytce pokrytej licznymi mikroigiełkami, których końcówki pęcznieją po wprowadzeniu do tkanki.